# Fabiana Murer
Fabiana Murer (Campinas, 16 de març de 1981) és una ex-atleta brasilera de salt amb perxa. En la seva carrera esportiva va ostentar títols mundials de l'especialitat tant a l'aire lliure com en pista coberta, així com un campionat panamericà. Va realitzar a més tres participacions en Jocs Olímpics.

## Trajectòria
Va assistir per primera vegada a un campionat del món l'any 2005, i els seus primers triomfs internacionals van arribar en el Campionat Iberoamericà d'Atletisme de 2006 (4,56 m) i els Jocs Panamericans de 2007 (4,60 m). Pel 2008 va acudir als Jocs Olímpics de Pequín, on va acabar en desè lloc. Pel 2010, es va agenciar el primer títol absolut en el campionat mundial de pista coberta de Doha amb marca de 4,80 m, i a més va ser una de les guanyadores de la Lliga de Diamant.
L'any 2011, va conquistar també el campionat mundial en Daegu amb una marca de 4,85 m, sent la primera medalla d'or per a Brasil en la història d'aquest esdeveniment. Els seus resultats anteriors en aquest certamen havien estat un setè lloc en Hèlsinki 2005 (4,40 m); sisè lloc en Osaka 2007 (4,65 m), i cinquena posició en Berlín 2009 (4,55 m).
No obstant això, aquesta mateixa temporada no va aconseguir revalidar el seu títol panamericà en Guadalajara 2011, ja que va obtenir la medalla de plata amb registre de 4,70 m, en una competència guanyada per la cubana Yarisley Silva (4,75 m) qui va superar el rècord continental en poder de la mateixa brasilera. Tampoc va poder superar la ronda preliminar als Jocs Olímpics de Londres 2012, en el qual va marcar una altura de 4,50 m a pesar que era una de les favorites per al podi. Murer va atribuir el revés al canvi en el mètode d'entrenament.
Els resultats insatisfactoris van continuar en el 2013, ja que també va perdre el títol mundial en situar-se en la cinquena posició de la final en Moscou, on va marcar una altura de 4,65 m, mentre que en la Lliga de Diamant, va quedar tercera en la taula de posicions.
El 2014, va significar la recuperació del protagonisme de la prova. En aquesta temporada, les tres millors marques van ser de la seva propietat (la millor d'elles de 4,80 m conquistada en Nova York), i per segona vegada es va consagrar com una de les triumfadores de la Lliga de Diamant.
Per a la temporada del 2015, es va adjudicar dos triomfs per la Lliga de Diamant a Birmingham (4,72 m) i Nova York (4,80 m) abans de participar en els Jocs Panamericans de Toronto on va ocupar la segona posició (4,80 m); el que va repetir en el campionat mundial de Pequín amb marca de 4,85 m, en ambdues ocasions per darrere de la cubana Yarisley Silva. D'igual forma va ser segona en la taula final de posicions en la Lliga de Diamant darrere de Nikoleta Kiriakopoulou.
L'any 2016, en el mes de maig, Murer va guanyar la medalla d'or en el XVII Campionat Iberoamericà d'Atletisme amb una marca de 4,60 m. Al juliol també es va adjudicar el primer lloc en la reunió Gran Prêmio Brasil Caixa d'Atletisme on va saltar 4,87 m que es posicionava com la millor marca de l'any i nou rècord sud-americà.No obstant això, a principis d'agost i previ a la seva participació en els Jocs Olímpics de Rio de Janeiro va anunciar que sofria de hèrnia cervical, encara que estava optimista per a aquesta competència on tindria el favor del públic local.
En la justa Murer no va aconseguir passar de la ronda classificatòria en realitzar tres intents nuls. Acabada la seva participació i molesta pel resultat, va al·legar falta de força en els seus braços.D'aquesta forma va tancar la seva tercera aparició als Jocs Olímpics i l'últim certamen en la seva carrera, ja que el 25 d'agost va anunciar el retir de les competicions esportives.

## Marques personals
| Prova                 | Marca  | Lloc                           | Data                  |
| --------------------- | ------ | ------------------------------ | --------------------- |
| Perxa                 | 4,85 m | San Fernando (ESP) Daegu (KOR) | 04/06/2010 30/08/2011 |
| Perxa (pista coberta) | 4,85 m | Nevers (FRA)                   | 06/02/2015            |